# Piskalje
Piskalje (en serbe cyrillique : Пискаље) est un village de Serbie situé dans la municipalité de Prokuplje, district de Toplica. Au recensement de 2011, il comptait 26 habitants.
Piskalje est également connu sous le nom de Piskalj.

## Démographie
| 1948 | 1953 | 1961 | 1971 | 1981 | 1991 | 2002 | 2011 |
| ---- | ---- | ---- | ---- | ---- | ---- | ---- | ---- |
| 247  | 266  | 185  | 151  | 97   | 54   | 30   | 26   |

|  |